# Daniel Greig
Daniel Mark Greig (Campbelltown, 13 de marzo de 1991) es un deportista australiano que compitió en patinaje de velocidad, en las modalidades sobre hielo y en línea.
Ganó una medalla de bronce en el Campeonato Mundial de Patinaje de Velocidad sobre Hielo en Distancia Corta de 2014. Además, obtuvo una medalla de oro en el Campeonato Mundial de Patinaje de Velocidad sobre Patines en Línea de 2014.

## Palmarés internacional
| Campeonato Mundial en Distancia Corta | Campeonato Mundial en Distancia Corta | Campeonato Mundial en Distancia Corta | Campeonato Mundial en Distancia Corta |
| Año                                   | Lugar                                 | Medalla                               | Prueba                                |
| ------------------------------------- | ------------------------------------- | ------------------------------------- | ------------------------------------- |
| 2014                                  | Nagano (Japón)                        | Medalla de bronce                     | Clasificación general                 |